# Esporte Clube Palmeirense (Minas Gerais)
O Esporte Clube Palmeirense é um clube de futebol amador brasileiro da cidade de Ponte Nova, no estado de Minas Gerais. Fundado em 10 de outubro de 1943, tem como cores oficiais o preto e o branco. O clube é um dos mais tradicionais do município e manda seus jogos no Estádio Mário Lobo, também conhecido como Estádio do Alto do Pau-d’Alho.

## História
O Esporte Clube Palmeirense foi fundado em 10 de outubro de 1943 no bairro Palmeiras, após a unificação de diversas pequenas equipes locais. A assembleia de fundação foi realizada no Cine Brasil, sendo presidida por Antônio do Carmo Pinheiro. A primeira diretoria teve como presidente José Jorge.
O clube começou a erguer seu campo próprio em 1945. O terreno foi doado pela Prefeitura de Ponte Nova, e em 1949 foi inaugurado o estádio que mais tarde seria batizado como Estádio Mário Lobo.
Na década de 1960, o clube disputou o Campeonato Mineiro de Futebol - Segunda Divisão por duas temporadas. Em 1962, sagrou-se campeão da Zona Centro da Segunda Divisão e alcançou o vice-campeonato estadual ao perder a decisão para o Uberlândia Esporte Clube.
O clube tem uma rica história de envolvimento com a comunidade de Ponte Nova. Entre seus ex-presidentes notáveis, estão o ex-prefeito de Ponte Nova, Hélder de Aquino, falecido em 1967, e o ambientalista Alfredo Padovani.
Em outubro de 1982, o clube celebrou seu aniversário com uma partida festiva contra a Associação de Garantia ao Atleta Profissional (Agap), que contou com a presença do ex-jogador da Seleção Brasileira, Wilson Piazza.
Um marco na infraestrutura do clube foi a inauguração do Ginásio Poliesportivo Governador Hélio Garcia em 26 de novembro de 1986. A construção foi um esforço conjunto de três diretorias, lideradas na época pelo presidente José Paulo Gonçalves Moreira.
Durante as décadas seguintes, passou a se dedicar exclusivamente ao futebol amador, tornando-se presença constante em campeonatos municipais e torneios regionais.

## Estádio
O Estádio Mário Lobo é o estádio próprio do Esporte Clube Palmeirense. Localizado no bairro Alto do Pau-d’Alho, tem capacidade para aproximadamente 1.500 pessoas. Foi inaugurado em 1949 e recebeu arquibancadas em 1961. Em 2014, cadeiras do antigo Estádio Mineirão foram instaladas no local. O estádio também já foi utilizado para partidas da Taça BH de Futebol Júnior.

## Títulos

### Competições estaduais
Vice-campeão da Segunda Divisão Mineira: 1962
Campeão da Zona Centro da Segunda Divisão: 1962
Campeão do Troféu José Pisca: 1989 

### Competições municipais
Campeonato Municipal de Ponte Nova
Campeão: 1949, 2018, 2022
Vice-campeão: 1982

## Infraestrutura e Atividades sociais
Além do Estádio Mário Lobo, o clube possui uma importante estrutura social e esportiva que inclui o Ginásio Poliesportivo Governador Hélio Garcia, inaugurado em 1986. O ginásio é frequentemente utilizado para eventos comunitários e projetos sociais.
O clube mantém parcerias para a promoção do esporte na cidade. O ginásio sedia aulas gratuitas de futsal, handebol, vôlei e basquete para crianças e adolescentes através do "Projeto +Esporte", uma iniciativa da Associação Movimenta Brasil com patrocínio da Bartofil e apoio da prefeitura. Em dezembro de 2024, o local recebeu o Festival de Integração do projeto, com disputas de futsal.
O espaço também é palco de eventos culturais. Em dezembro de 2022, abrigou uma exposição de 1.632 camisas de futebol do Acervo Histórico do Futebol Amador de Minas Gerais, organizada pelo comentarista Domingos Sávio Baião, da Rádio Itatiaia. A sede social do clube também é utilizada para eventos artísticos, como o espetáculo "Projeto Danças Urbanas", realizado em 2014.
Demonstrando engajamento ambiental, a diretoria do clube firmou, em 2019, um compromisso para destinar materiais recicláveis, como óleo de cozinha, para a cooperativa de recicladores de Ponte Nova.

## Uniformes
As cores oficiais do clube são o preto e o branco. O uniforme titular tradicional apresenta listras horizontais pretas e brancas, com calções e meiões pretos ou brancos. O uniforme reserva geralmente é predominantemente branco.

## Administração
O clube é uma associação civil sem fins lucrativos. Sua sede social está localizada na Rua Aldo Aviani, 91, no bairro Guarapiranga. O presidente atual (2025) é João Bosco de Senna Fernandes. O clube possui estatuto próprio e diretoria eleita entre os sócios.

## Elenco histórico
Durante sua fase profissional nos anos 1960, o clube contou com atletas como:
Lauro – Ex-jogador do Clube Atlético Mineiro e São Paulo FC
Pedro Bala – Ex-jogador do Vasco da Gama
Zé Biscoito – Técnico campeão da Zona Centro em 1962
Outros nomes: Itamar (Borboleta), Zé Galli, General, Darci Guimarães

## Categorias de base
O clube mantém equipes de base em diversas categorias. Em 2025, conquistou títulos importantes na Copa Mariana do Futuro:
Campeão Sub-11 e Sub-17 (Série Ouro)
Vice-campeão Sub-9 e Sub-13
Terceiro lugar Sub-15

## Torcida e símbolos
O Palmeirense tem como principal base de torcedores os moradores do bairro Palmeiras e simpatizantes do futebol amador em Ponte Nova. O escudo do clube traz as letras ECP e as cores preta e branca.